# 上海市銀行博物館
上海市銀行博物館（英語：Shanghai Bank Museum）又称上海金融博物馆，是中國工商銀行創辦的中國首家金融行業博物館。

## 历史
1998年在工行董事長姜建清的大力扶持下開始籌備建館，并在2000年4月正式開館。博物馆展厅面积达1500平方米，包括历史馆、钱币馆和展示厅三个展厅，拥有各类藏品计2万余件，陈列展品共2千余件。上海市銀行博物館濃縮了上海銀行業150多年來的滄桑歷史，已經成為上海金融文化的一個重要窗口，每個月接待許多國際國內的參觀團體，建館以來接待各方參觀者已超過10萬人次。
2016年，金融博物馆暨银行博物馆在上海正式开馆。该博物馆位于上海市黄浦区复兴中路原上海律师公会原址，展览面积近4000平方米。

## 展品
初期展品大多是工行多年發展中收藏的歷史物品，當然也包括在籌備期間四方徵集的藏品，更有不少是博物館工作人員從各個拍賣會拍得的珍貴文物。隨著銀行博物館的社會影響力日漸擴大，也有不少社會收藏家慷慨捐贈了金融文物。目前，該館的藏品已近30000件。 其中一件有趣的藏品，是一套廣東銀行有限公司於近一個世紀前發行的紙幣，這套紙鈔的正面均為上海黃浦江外灘的圖案，而背面則均為香港維多利亞港灣的圖樣，似乎預示著滬港兩地金融業與生俱來的淵源。

### 上海律师公会旧址陈列馆
2010年12月建成开馆，是位于上海的一个律师主题的博物馆，2015年大楼重新规划后从该大楼三楼搬迁至四楼，属于馆中之馆。占地面积仅十余平方米，共展出23件实物、86件史料。主要介绍上海律师公会的历史，以及著名案件，包括《新生》周刊杜重远案、“童春涵”知识产权案、《鲁迅全集》盗版案等。

## 营业时间
- 周二、周四、周六：上午九点半至下午四点
- 周一、周三、周五、周日闭馆

## 交通
- 上海轨道交通10号线、13号线一大会址·新天地站